# Tallkrogsplan

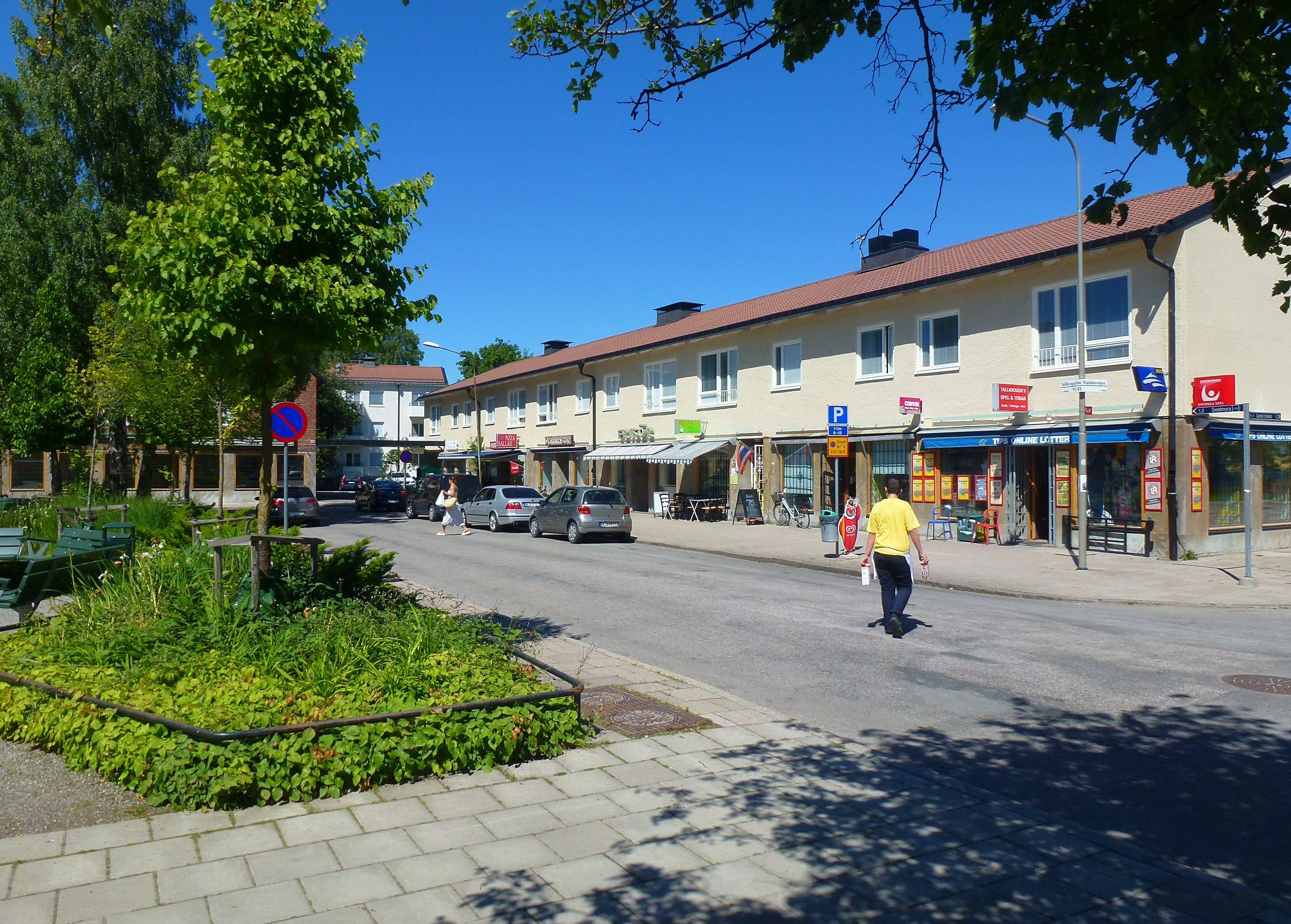
Tallkrogsplan, östra längan, juli 2015.

Tallkrogsplan är ett torg och en park i stadsdelen Tallkrogen i södra Stockholm. Området utgör Tallkrogens centrum och togs i bruk 1943. 

## Förortscentrum

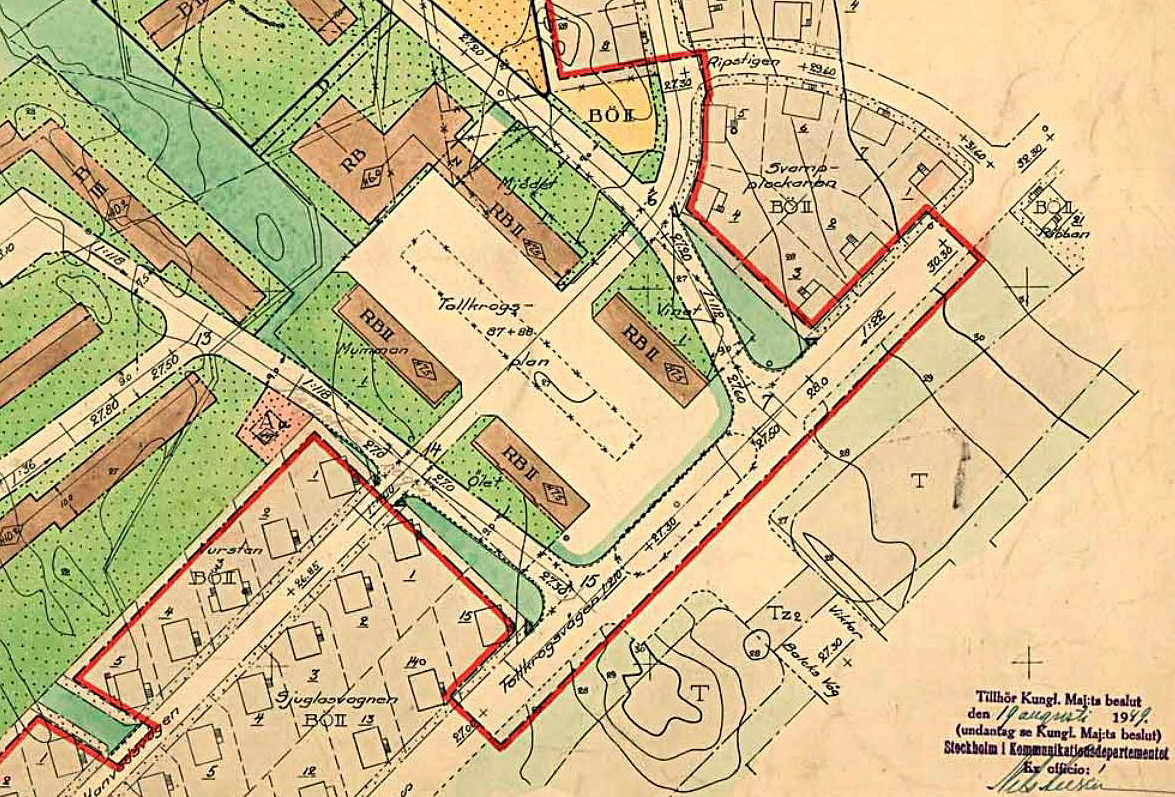
Stadsplan över Tallkrogsplan.

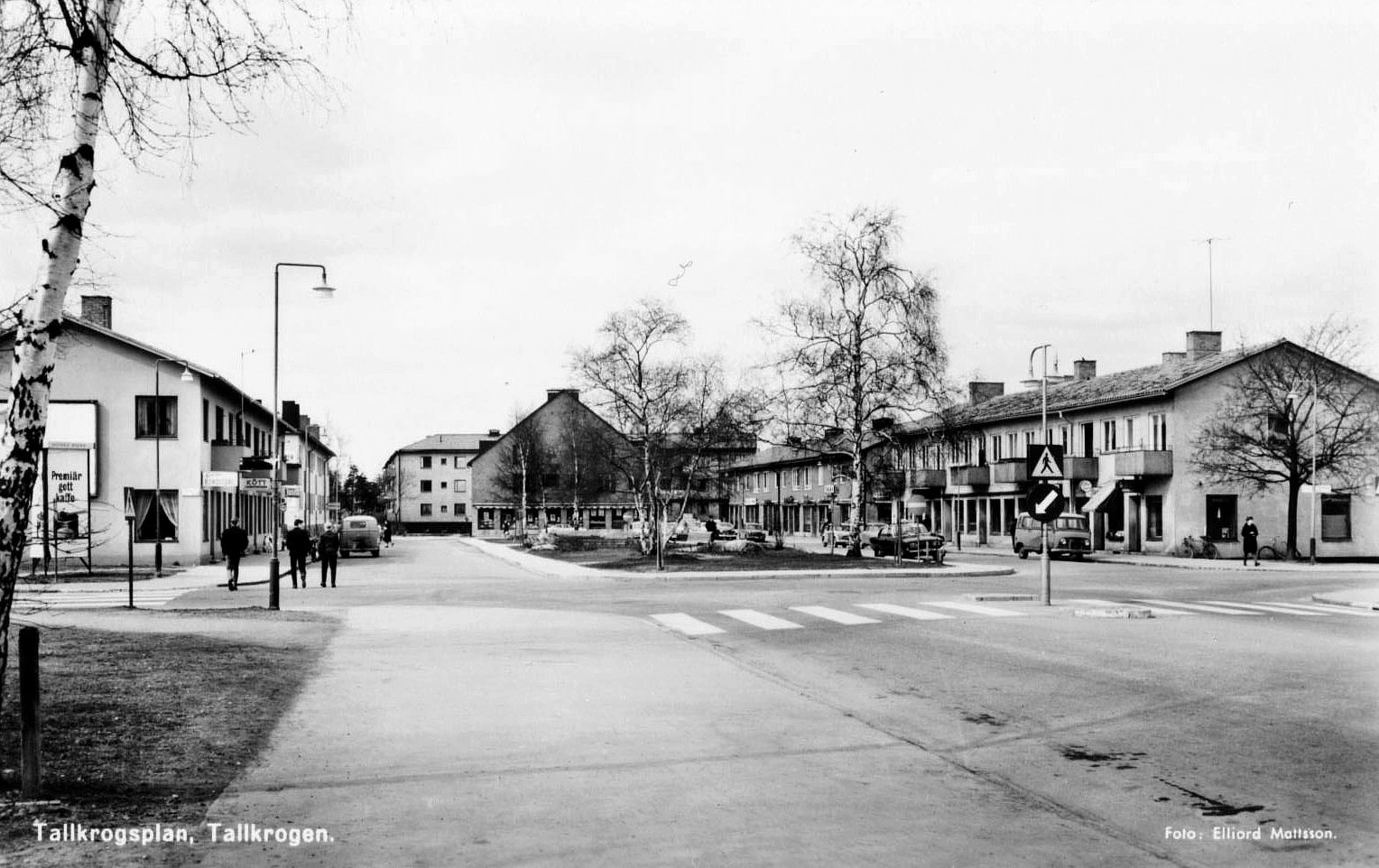
Tallkrogsplan på 1960-talet.

Kring platsen finns ett litet förortscentrum som började byggas redan under andra världskriget. Den äldsta delen invigdes 1943. Fram till 30 september 1950 passerade här buss 75 med släpvagn var 4:e minut på sin rutt Skanstull – Hökarängen. Busslinjen ersattes 1 oktober 1950 med tunnelbanans linje 18 Slussen – Hökarängen. 
Med sitt läge strax norr om Tallkrogens tunnelbanestation var det tänkt att det lilla centrumet skulle täcka Tallkrogsbornas behov av närservice. Där inrättades ett postkontor, två färghandlare, en järnhandel, en tobaksaffär, en sybehörs-, fisk- och blomsteraffär. På hörnet låg Gahlins konditori och det fanns även en cykelaffär, en radioservice, en skoaffär, en herrfrisering och en damfrisering samt en godisaffär. 
Gatan utformades som en avlång slinga med en liten park i mitten. Kvarteren kring torget fick namn som Mjödet, Vinet, Mumman och Ölet och byggnaderna ritades i början av 1940-talet av arkitekten Edvin Engström. I norra sidan av torget uppfördes 1951 att fristående rött tegelhus som vänder sin höga gavel mot parken (adress Tallkrogsplan 90). Byggnaden avviker från den övriga bebyggelsen och ritades av arkitekttrion Ancker-Gate-Lindegren.
Strax söder om tunnelbanestationen, intill Victor Balcks väg, fanns även två mataffärer uppförda för Kooperativa Förbundet och Nilssons. Nilssons butik inhyste sedermera en motorsågsaffär och ersattes år 2009 av ett nybyggt bostadshus, medan ursprungshuset i Gymnasten 1 finns kvar. Det uppfördes åren 1934–1936 av KF med KFAI:s chefsarkitekt Eskil Sundahl som ansvarig. Ibland visades film i en liten lokal på Hägervägen 19. Numera har de flesta butikslokalerna vid Tallkrogsplan bytt innehavare och verksamhet. Av de ursprungliga butikerna återstod år 2015 bara damfriseringen.

## Konst
En skulptur i gotländsk marmor pryder den öppna planen mellan huslängorna. Den kallas Vårt behov av tröst och är ett verk av skulptören Sven Lundqvist och restes 1976. Den står i mittplanteringen som också rymmer ett antal parkbänkar.

## Bilder

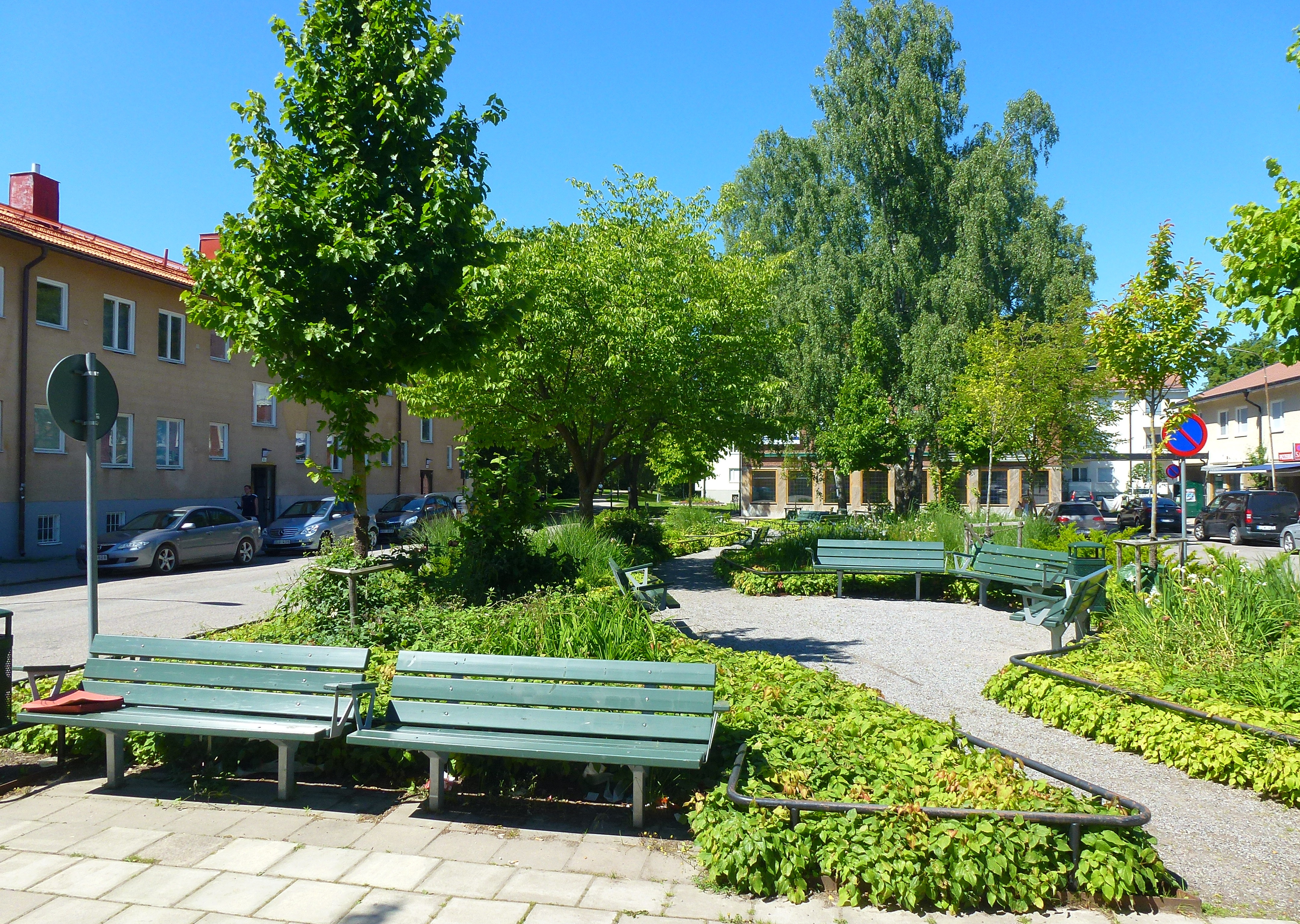
Tallkrogsplan parken, vy mot norr och västra längan.
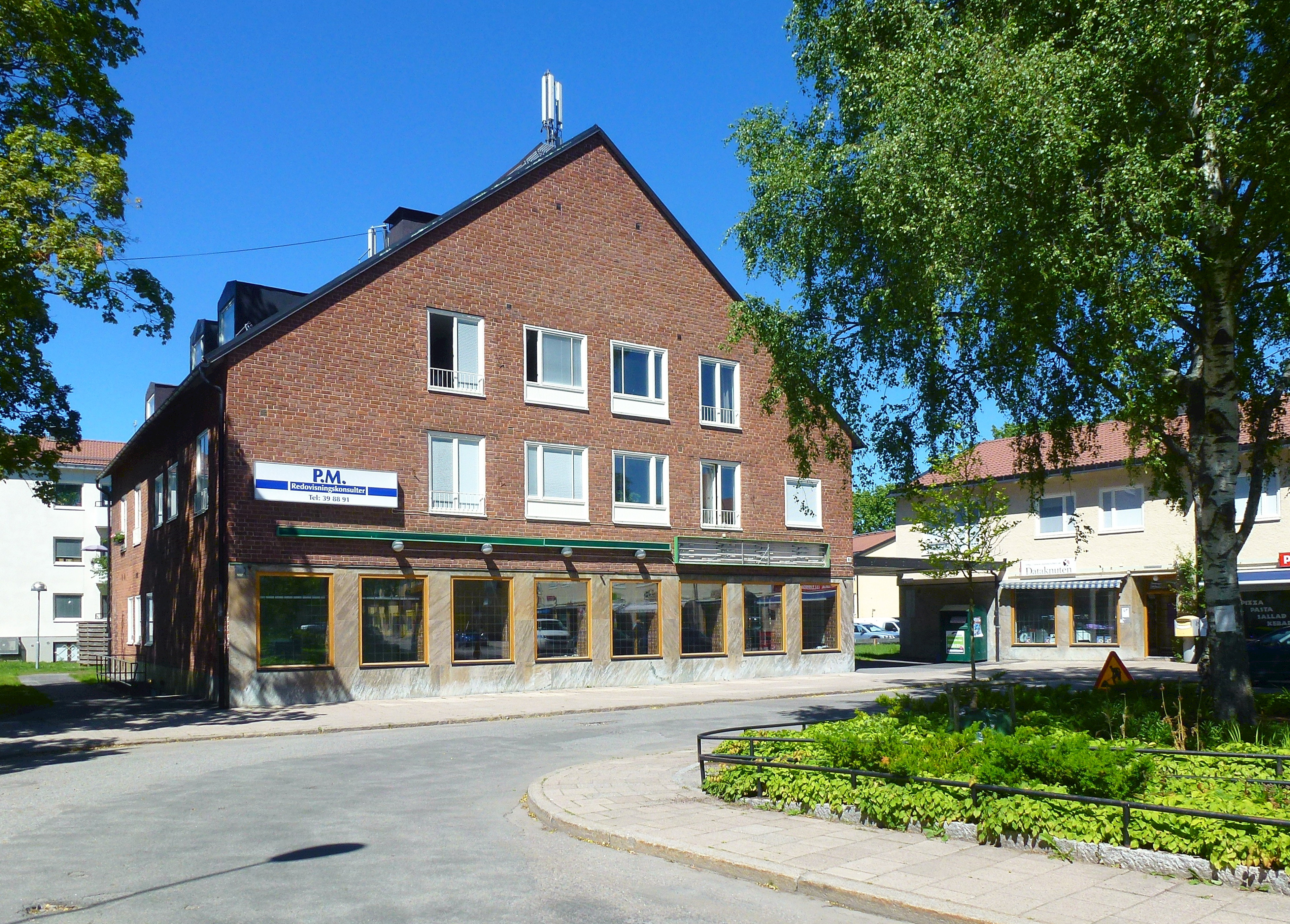
Tegelbyggnaden på Tallkrogsplan 90.
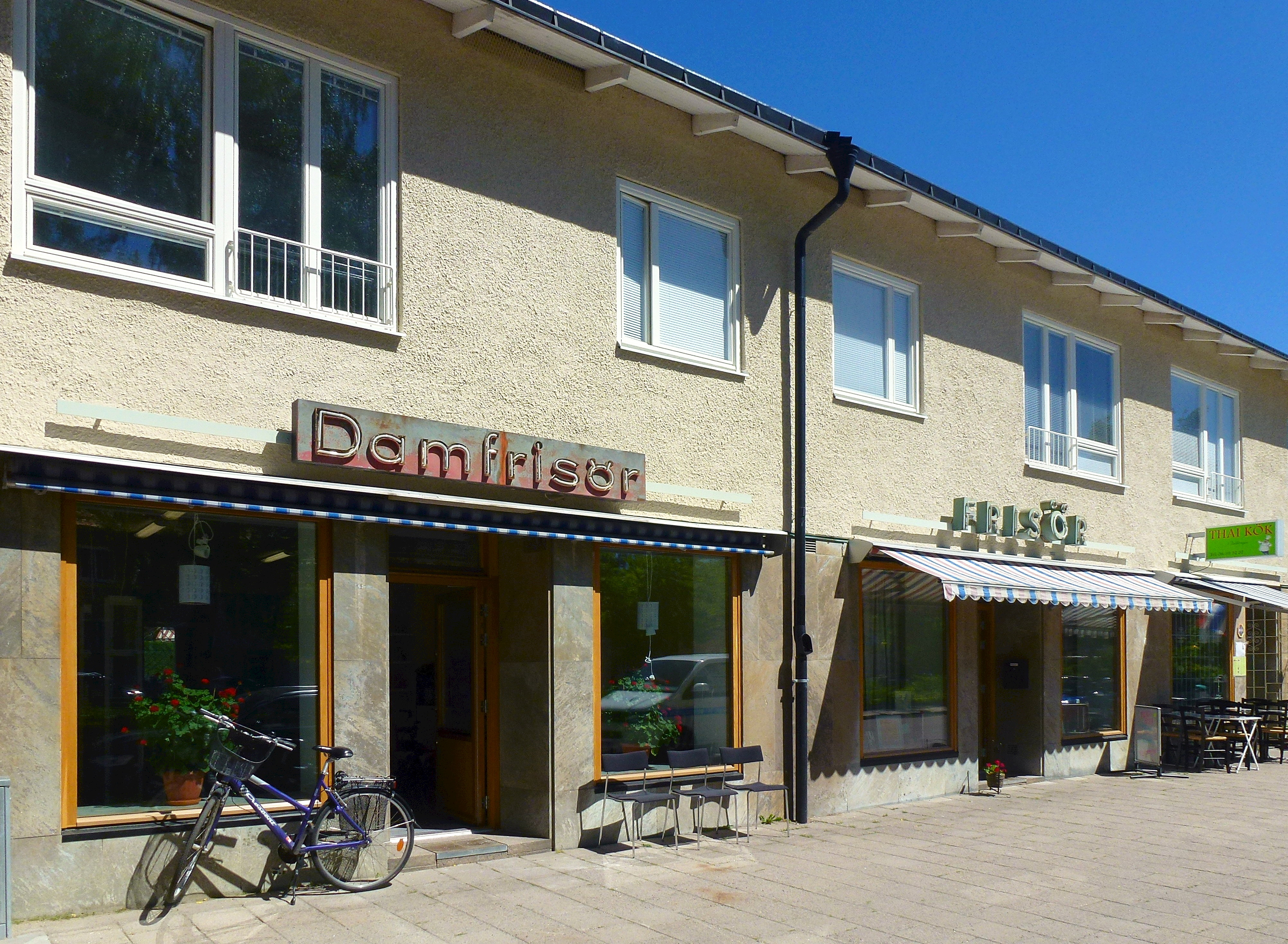
Dam- och herrfriseringen i juli 2015.
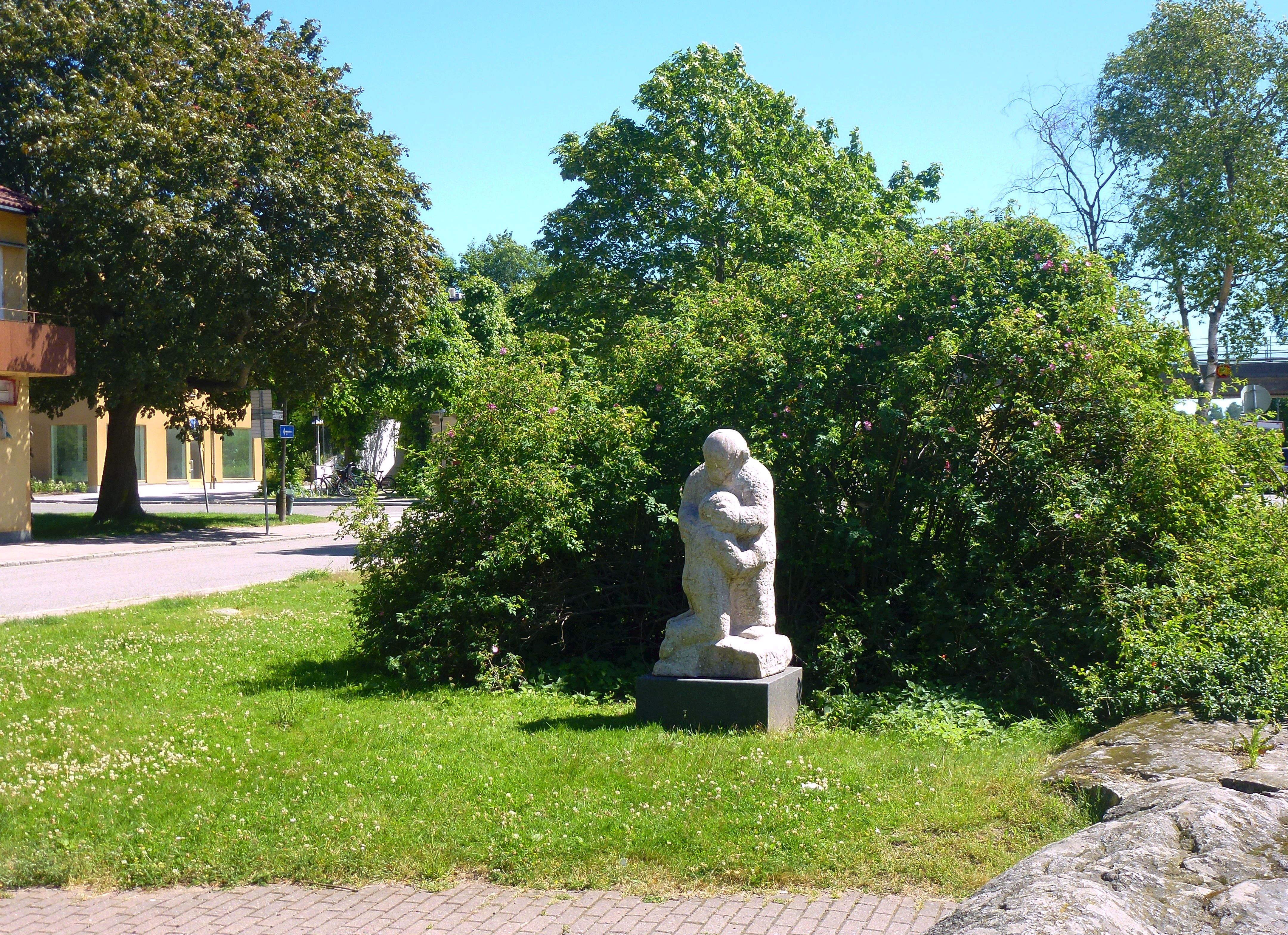
Parken med skulpturen Vårt behov av tröst.